# Armen Takhtajan
Armen Leonovich Takhtajan (tiếng Armenia: Արմեն Լևոնի Թախտաջյան; tiếng Nga: Армен Леонович Тахтаджян; họ của ông còn có các dạng chuyển tự khác như Takhtadjan, Takhtajian, Takhtadzhi︠a︡n hoặc Takhtadzhian; phát âm: TAHK-tuh-jahn) (10 tháng 6, 1910 – 13 tháng 11, 2009). Ông là một nhà thực vật học Xô viết gốc Armenia, một trong những nhân vật có tầm quan trọng nhất trong tiến hóa thực vật, phân loại thực vật và địa sinh vật học của thế kỷ 20. Các mối quan tâm khác của ông còn có hình thái học của thực vật có hoa, cổ thực vật học, phôi thai học, thực vật chí cũng như quần thực vật khu vực Kavkaz.

## Tiểu sử
Ông sinh ra tại Shusha, nước cộng hòa Nagorno-Karabakh ngày 10 tháng 6 năm 1910. Tốt nghiệp Học viện cây trồng cận nhiệt đới toàn Liên Xô tại Tbilisi, Gruzia năm 1932, trở thành tiến sĩ thực vật học năm 1944, giáo sư năm 1944, viện sĩ thông tấn Viện Hàn lâm Khoa học Liên Xô năm 1943 và viện sĩ Viện Hàn lâm Khoa học Armenia năm 1971, viện sĩ Viện Hàn lâm Khoa học Liên Xô năm 1972.
Từ năm 1938 tới năm 1948 ông là chủ nhiệm bộ môn hình thái học và hệ thống học thực vật Đại học tổng hợp Erevan, từ 1944 tới 1948 là viện trưởng viện thực vật Viện Hàn lâm khoa học Cộng hòa xã hội chủ nghĩa Xô viết (CHXHCNXV) Armenia, từ 1949 tới 1961 là giáo sư của Đại học tổng hợp Leningrad, giai đoạn 1951-1954 là trưởng khoa đất-sinh học của trường này. Từ 1954 là chủ nhiệm bộ môn thực vật bậc cao, từ 1977 tới 1986 là viện trưởng Viện thực vật Komarov của Viện Hàn lâm Khoa học Liên Xô (nay là Nga), từ 1986 là cố vấn cho viện trưởng viện này. Ông là chủ tịch hiệp hội thực vật học toàn Liên Xô (từ 1973), chủ tịch bộ phận thực vật học Hiệp hội quốc tế các khoa học sinh học (từ 1975) và Hiệp hội quốc tế về phân loại thực vật (từ 1975).
Phần thưởng: Người đoạt giải thưởng quốc gia Liên Xô. Được trao tặng các huân chương Lao động Cờ Đỏ, tình hữu nghị của các dân tộc, các huy chương "Vì lao động quên mình" (2) và "Vàng" của Viện Hàn lâm Khoa học Armenia (2005). Anh hùng lao động xã hội chủ nghĩa (1990). Người đoạt giải thưởng mang tên V.L. Komarov và R.Alerton (1969) cho chuyên khảo "Hệ thống và phát sinh loài thực vật có hoa" viết năm 1966. Nhà hoạt động khoa học công huân của CHXHCNXV Armenia (1967).
Takhtajan là viện sĩ của Viện Hàn lâm Khoa học Liên Xô, Viện Hàn lâm Khoa học Nga cũng như là viện sĩ của Viện Hàn lâm Khoa học Quốc gia Hoa Kỳ (1971), Hiệp hội Linaeus London (1968), Viện các nhà tự nhiên học Đức Leopoldina (Deutsche Akademie der Naturforscher Leopoldina) (1972), các Viện hàn lâm khoa học Phần Lan (1971), Ba Lan (1977) và Na Uy (1978).
Ông mất tại Sankt Peterburg ngày 13 tháng 11 năm 2009 ở độ tuổi 99, sau khi hoàn thành tác phẩm quan trọng nhất của mình là Flowering Plants Springer Verlag. 2009. 918 trang.

## Hệ thống phân loại
Năm 1940 ông đã phát triển hệ thống phân loại của mình cho thực vật có hoa, trong đó nhấn mạnh các quan hệ phát sinh loài giữa các dạng thực vật. Hệ thống của ông đã không được biết đến đối với các nhà thực vật học phương Tây cho tới tận sau năm 1950, vào cuối thập niên 1950 ông bắt đầu trao đổi thư từ và cộng tác với nhà thực vật học có danh tiếng người Mỹ là Arthur Cronquist, mà hệ thống phân loại của ông này đã chịu ảnh hưởng rất nhiều từ sự cộng tác với Takhtajan và các nhà thực vật học khác ở viện Komarov.
"Hệ thống Takhtajan" về phân loại thực vật có hoa coi thực vật có hoa như là một ngành (divisio/phylum), gọi là Magnoliophyta, với 2 lớp là Magnoliopsida (thực vật hai lá mầm) và Liliopsida (thực vật một lá mầm). Hai lớp này được phân chia tiếp thành các phân lớp, và sau đó là các siêu bộ, bộ và họ. Hệ thống Takhtajan là tương tự như hệ thống Cronquist, nhưng với một độ phức tạp hơn một chút ở các cấp cao nhất. Ông thích các bộ và họ nhỏ hơn, để cho phép các đặc trưng và quan hệ tiến hóa có thể dễ dàng nhận thấy hơn. Hiện nay, hệ thống phân loại của Takhtajan vẫn còn duy trì được ảnh hưởng của nó; ví dụ nó được sử dụng trong phân loại của Vườn thực vật Montréal.
Takhtajan cũng là người phát triển hệ thống các khu vực quần thực vật.

## Một số công trình
- Морфологическая эволюция покрытосеменных (Tiến hóa hình thái của thực vật hạt kín), Moskva, 1948;
- Высшие растения (Thực vật bậc cao), 1, Moskva, Leningrad (1956), Die Evolution der Angiospermen (Tiến hóa của thực vật hạt kín), Jena, 1959;
- Основы эволюционной морфологии покрытосеменных (Các cơ sở hình thái học tiến hóa của thực vật hạt kín), Moskva, Leningrad, 1964;
- Takhtajan, A. (tháng 6 năm 1964). "The Taxa of the Higher Plants above the Rank of Order". Taxon. Quyển 13 số 5. tr. 160–164. doi:10.2307/1216134. JSTOR 10.2307/1216134.
- Cronquist, Arthur; Takhtajan, Armen; Zimmermann, Walter (tháng 4 năm 1966). "On the Higher Taxa of Embryobionta". Taxon. Quyển 15 số 4. tr. 129–134. doi:10.2307/1217531. JSTOR 1217531.
- Takhtajan, Armen Leonovich (1966). "Lilianae". Система и филогения цветкорых растений (Sistema i filogeniia tsvetkovykh rastenii) [Systema et Phylogemia Magnoliophytorum] (bằng tiếng Nga). C Jeffrey dịch sang tiếng Anh Flowering plants: Origin and dispersal, Edinburgh: Oliver & Boyd, 1969. Moskva: Наука. tr. 473. ISBN 0-05-001715-2. {{Chú thích sách}}: Liên kết ngoài trong |others= (trợ giúp)
- Происхождение и расселение цветковых растений (Nguồn gốc và phân bổ của thực vật có hoa), Leningrad, 1970;
- Растения в системе организмов (Thực vật trong hệ thống các sinh vật), trong sách: Жизнь растений (Sự sống của thực vật), quyển 1, Moskva, 1974.
- Takhtajan, Armen (1980). "Outline of the classification of flowering plants (Magnoliophya)". Botanical Review. Quyển 46 số 3. tr. 225–359. doi:10.1007/BF02861558.
- A. Takhtajan, Th. J. Crovello và A. Cronquist. Floristic Regions of the World (Các khu vực quần thực vật thế giới), 1986.
- Takhtajan, Armen (1991). Evolutionary trends in flowering plants. New York: Columbia Univ. Press. ISBN 9780231073288.
- Diversity and Classification of Flowering Plants (Đa dạng và phân loại thực vật có hoa), 1997
- Takhtajan, A.L. (2007). Грани эволюции: Статьи по теории эволюции. 1943—2006 (Grani ėvoli︠u︡t︠s︡ii: statʹi po teorii ėvoli︠u︡t︠s︡ii. 1943--2006 [Edge evolution: Articles on the theory of evolution. 1943-2006]. St Petersburg: Nauka. ISBN 978-5-02-026273-7. Truy cập ngày 3 tháng 1 năm 2016.
- Takhtajan, Armen Leonovich (2009). Flowering Plants. New York: Springer. ISBN 1-4020-9609-7. Truy cập ngày 7 tháng 1 năm 2014.

## Thư viện
- Morin, Nancy R (July–December 2009). "Armen Takhtajan 1910–2009" (PDF). Flora of North America Newsletter. Quyển 23 số 2. tr. 23–24. Bản gốc (PDF) lưu trữ ngày 5 tháng 3 năm 2016. Truy cập ngày 3 tháng 1 năm 2016.
- Raven, Peter H. (2009). Foreword. tr. ix–xi. Truy cập ngày 3 tháng 1 năm 2016. in Takhtajan (2009)
- Stevens, William K. (ngày 6 tháng 4 năm 1993). "Armen Takhtajan; Botanist Plans Survey of World's Flowers". The New York Times. Truy cập ngày 28 tháng 12 năm 2015.
- Velgorskaya, T. V. (2007). Armen Leonovich Takhtajan: Biographical sketch. in Takhtajan (2007)